# Motorvagn

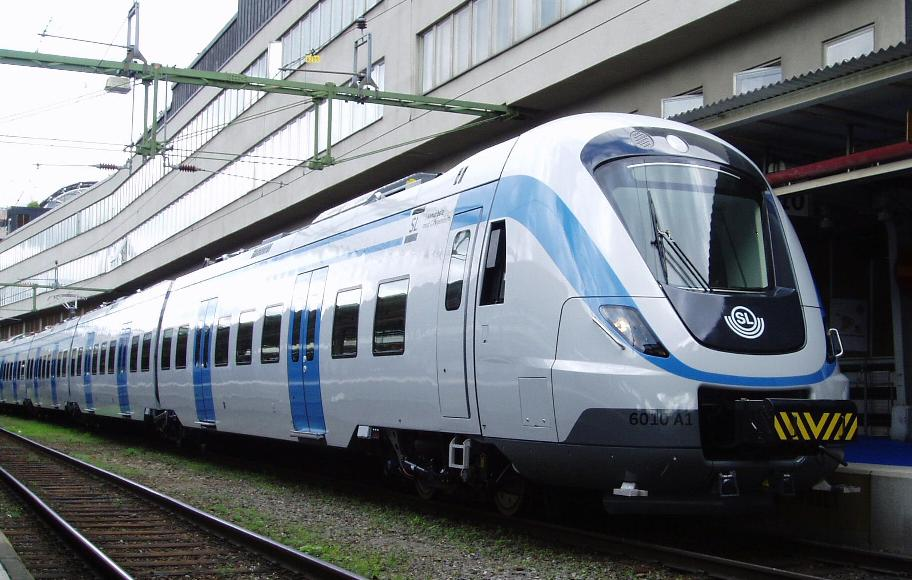
Ett motorvagnståg typ X60 i Stockholm. Detta är ett elektriskt motorvagnståg som används som pendeltåg runt Stockholm

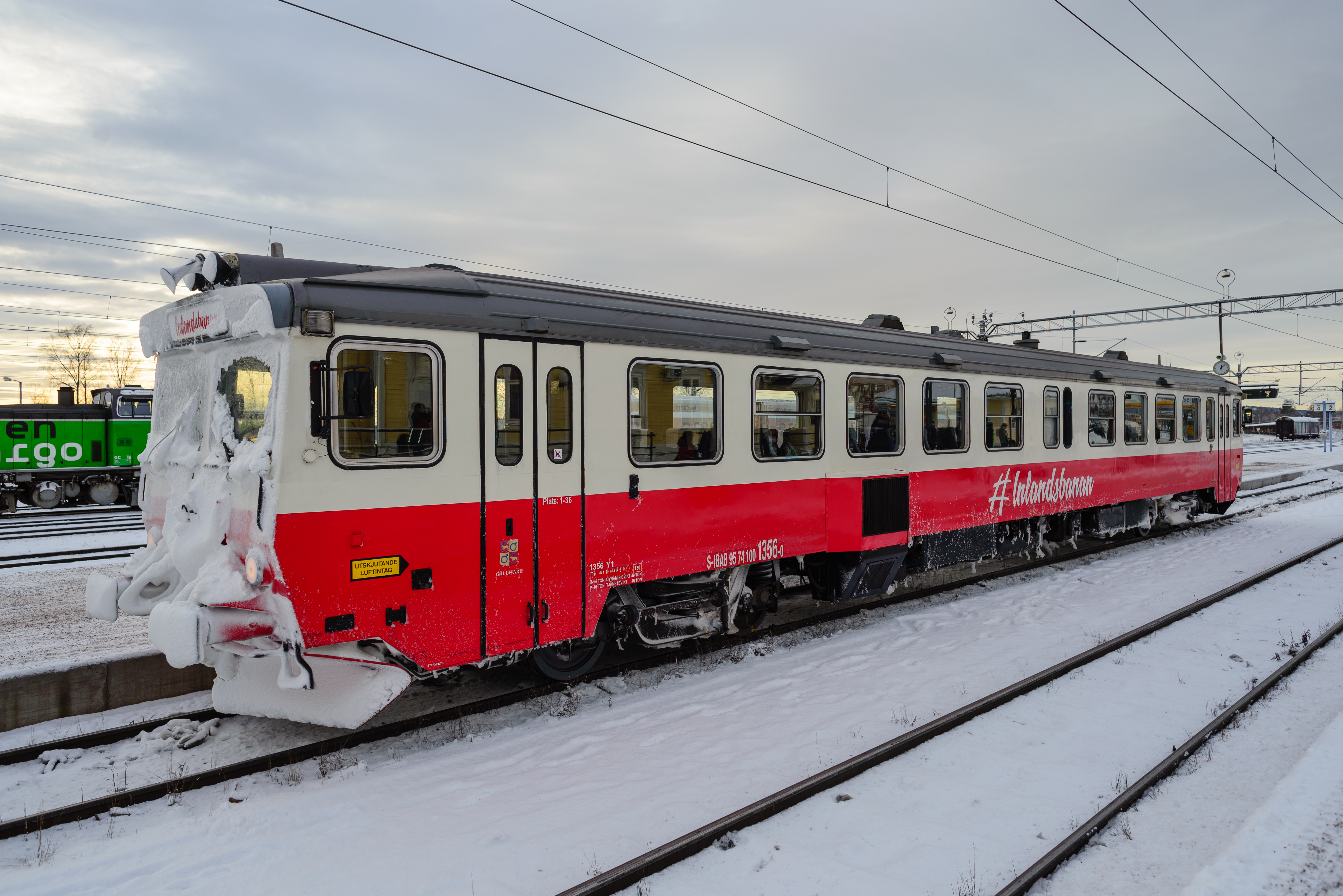
Dieselmotorvagn av typ Y1 som trafikerar Inlandsbanan. Denna modell har varit mycket vanlig på oelektrifierade svenska järnvägar.

En motorvagn är ett spårfordon som både har drivning på en eller flera hjulaxlar, och utrymme för passagerare, gods eller bägge delarna. En motorvagn kan kopplas ihop med en eller flera släpvagnar, alternativt multipelköras, det vill säga sammankopplas med en eller flera andra motorvagnar.
Begreppet motorvagn avser vanligtvis vagnar för persontrafik, men kan också, som till I Frankrike avse godsmotorvagnar för post. 

## Typer av framdrivning

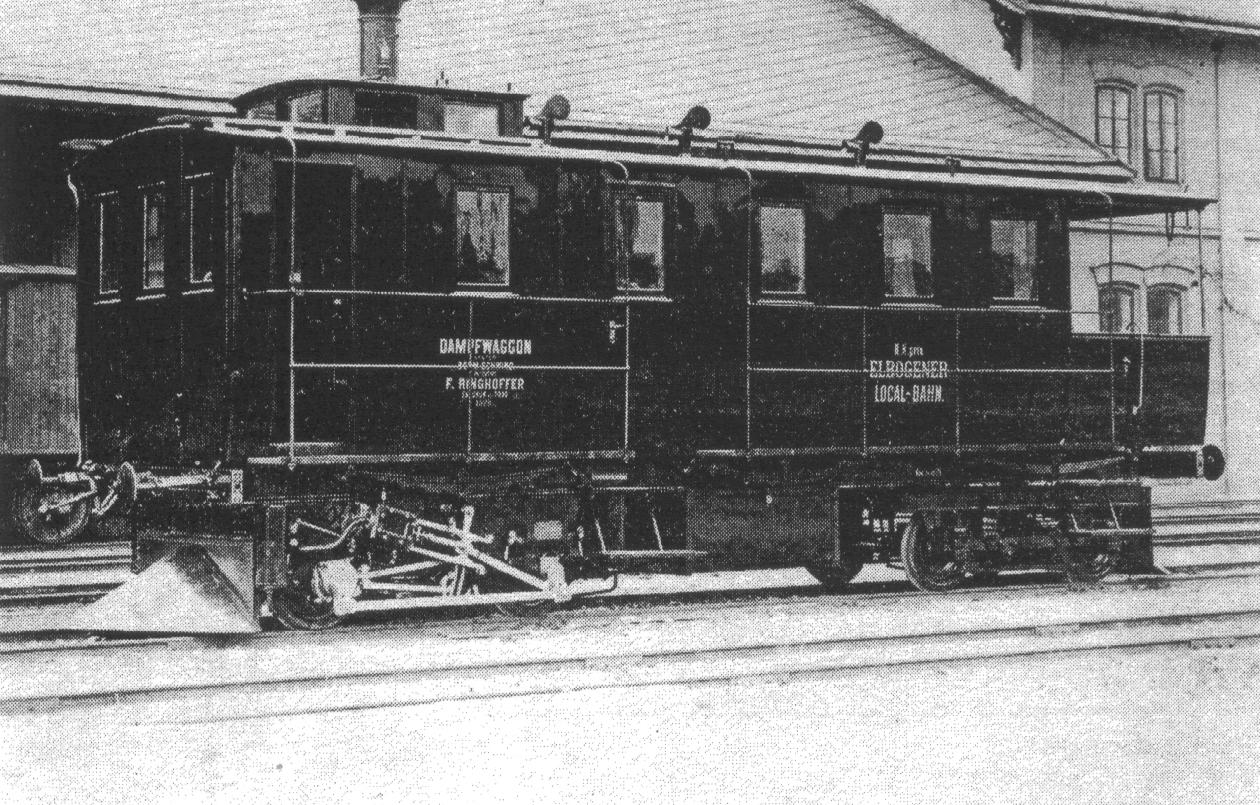
Österrikisk ångmotorvagn från sent 1800-tal, tillverkad av Ringhoffe-Werke för Österreichische Lokaleisenbahngesellschaft.

De vanligaste kraftkällorna som används för att driva motorvagnar är el- och dieselmotorer. Tidigare har även ångdrivna motorvagnar, batteridrivna motorvagnar och motorvagnar med bensinmotorer förekommit.
För att överföra effekten från den högvarviga dieselmotorn till hjulaxeln krävs någon form av transmission:
- dieselelektrisk (vanlig vid tyngre fordon, minst 500 kW)
- dieselmekanisk (vanlig på senare tid, tillsammans med lastbilsmotorer)
- dieselhydraulisk (vanlig upp till effekten omkring 1 MW, mycket vanlig i Tyskland)

För elektriskt drivna motorvagnståg för högspänd ström (vanligen växelström), då strömmen matas från en kontaktledning med spänningen 11 kV (USA) eller mer, måste strömmen kunna nedtransformeras. I samtliga fall måste även spänning, frekvens och ström kunna regleras steglöst från stillastående till full fart. Vid lägre spänningsnivåer (oftast likspänning i intervallet 650-3000 volt) går inte transformatorer att använda, varför spänningen matas direkt till drivmotorerna (likströmstyp).
Dieselmotorer är dyra att utveckla, om man ska uppfylla nya miljökrav, och därför används ofta färdigutvecklade lastbilsmotorer (på maximalt 400-500 kW per motor). Till exempel är Scanias V-8:a från tidigt sjuttiotal än idag i produktion, om än vidareutvecklad. Lastbilsmotorer är dock, med undantag för de minsta motorvagnarna, för svaga, och därför behövs oftast två stycken även vid envagnståg (till exempel svenska Y1). I vissa motorvagnar finns dieselmotorerna endast i en av vagnarna. Detta minskar störningen för passagerare (vibrationer och buller). I andra motorvagnar finns motorerna fördelade på flera vagnar, då utrymmet under golvet är begränsat (golvytan ligger på höjden 125 cm ovan rälsöverkant och lägsta punkten bör ligga minst 2 dm ovan räls, vilket innebär netto endast 95 cm i höjdled).
Begreppet motorvagn avser även de fordon som tidigare kallades rälsbussar. Skillnaden mellan en rälsbuss och en motorvagn är främst tyngden och därmed indirekt antalet sittplatser. Under många år gjordes vid SJ skillnad, beroende på vilken typ av koppel som användes; fordon med standardkoppel betecknades motorvagnar medan motorvagnar med små centralkoppel benämndes rälsbussar. Denna definition slopade SJ 1970. En annan definition är att om de har minst en led (såsom de nyare Y2 och Y31, som har centralkoppel) betecknas de som motorvagnar, och de med en enda kaross och därmed kortare och lättare betecknas som rälsbussar (såsom Y1 som har standardkoppel). Denna inofficiella definition gav dock ett annat resultat än den officiella, varför begreppet rälsbuss upphörde att användas.

## Kategorier
Huvudkategorier av idag använda järnvägsmotorvagnar i Sverige, med avseende på vikt och framdrivning:[källa behövs]
- "Tunga el-motorvagnar" är stora elmotorvagnar. Exempel är SL:s typ X1 och X10 (pendeltåg i Stockholm). Hit räknas även modernare motorvagnar hos SJ, exempelvis Regina. Vagnarna klarar ett statiskt tryck i bufferthöjd motsvarande 150 ton.
- "Tunga dieselmotorvagnar", till exempel Y1-motorvagnen, vilken klarar ett statiskt tryck i bufferthöjd motsvarande 150 ton.
- "Lätta el-motorvagnar", till exempel X16. Sådana har ofta dåliga gångegenskaper och hög bullernivå invändigt.
- "Lätta dieselmotorvagnar", till exempel Y7. Sådana har ofta dåliga gångegenskaper och hög bullernivå invändigt.

## Lista över några av motorvagnstyperna i nuvarande trafik i Sverige
|                                              | X2             | X3              | X10                                         | Y1           | Y2                            | C13                  | X60            | C20              | Y31          | X31            | X40            | X50 - X54                                                          | X55            | X74                 | X80            | CAF Civity (ej svenskt littera) |  |
| -------------------------------------------- | -------------- | --------------- | ------------------------------------------- | ------------ | ----------------------------- | -------------------- | -------------- | ---------------- | ------------ | -------------- | -------------- | ------------------------------------------------------------------ | -------------- | ------------------- | -------------- | ------------------------------- |  |
| Tillverkare                                  | ABB            |                 | Asea/ABB                                    | KVAB         | ABB                           | Asea, ASJ, Hägglunds | Alstom         | Bombardier       | Bombardier   | Bombardier     | Alstom         | Bombardier                                                         | Bombardier     | Stadler             | Bombardier     |                                 |  |
| Namn/Tågtyp                                  | X2000          | Arlanda Express | SL Pendeltåg                                |              | Krösatåg (tidigare kustpilen) | SL Tunnel- banevagn  | SL Pendeltåg   | Tunnel- banevagn | Regionaltåg  | Öresundståg    | Regionaltåg    | Regina                                                             | Regina         | VR X74              | Zefiro Express | Krösatågen                      |  |
| Operatör                                     | SJ             |                 | Tågab (SL till 2017) (Saga Rail under 2018) | (Flera (>5)) | SJ Krösa                      | SL                   | SL             | SL               | (Flera (>5)) | DSB, Transdev  | SJ             | (Flera (>5)) Västtågen, X-Trafik, norrtågn, SJ Götalandståg, SJ mm | SJ             | VR Snabbtåg Sverige | Västtrafik     | SJ Krösa                        |  |
| Antal korgar per tågsätt                     | 7              | 4               | 2                                           | 1            | 3                             | 2                    | 6              | 3                | 2            | 3              | 3              | 2 eller 3                                                          | 4              | 5                   | 3              | 4                               |  |
| Tomvikt                                      |                |                 | 100 t                                       | 45 t         | 100 t                         | 29 t                 | 206 t          | 67 t             | 77 t         | 156 t          | 205 t          | 148 t                                                              | 274 t          | 216 t               |                |                                 |  |
| Effekt                                       |                |                 | 1280 kW                                     | 420 kW       | 1240 kW                       | 648 kW               | 3000 kW        | 1000 kW          | 960 kW       | 2300 kW        | 2400 kW        | 1590 kW                                                            | 3180 kW        | 4500 kW             |                |                                 |  |
| Kraftkälla                                   | kontaktledning |                 | kontaktledning                              | diesel       | diesel                        | strömskena           | kontaktledning | strömskena       | diesel       | kontaktledning | kontaktledning | kontaktledning                                                     | kontaktledning | kontaktledning      | Kontaktledning | Kontaktledning /Bimodala        |  |
| Längd(över buffertar eller centralkoppel)    |                |                 | 49,868 m                                    | 24,4 m       | 55,8 m                        | 36,64 m              | 106,5 m        | 46,5 m           | 38,4 m       | 78,9 m         | 81,5 m         | 53,9 m                                                             | 107,1 m        | 105,5 m             | 80 700mm       |                                 |  |
| Bredd (största mått)                         | 3,05 m         |                 |                                             |              |                               | 2,80 m               | 3,25           | 2,90 m           | 2,85 m       | 2,97           | 2,96           | 3,45 m                                                             | 3,45 m         |                     |                |                                 |  |
| Klimatanläggning (AC)                        | ja             |                 | nej                                         | nej          | ja                            | nej                  | ja             | nej              | ja           | ja             | ja             | ja                                                                 | ja             | ja                  |                |                                 |  |
| Högsta tillåten hastighet                    | 200 km/h       |                 | 140 km/h                                    | 130 km/h     | 180 km/h                      | 80 km/h              | 160 km/h       | 90 km/h          | 140 km/h     | 180 km/h       | 200 km/h       | 200 km/h                                                           | 200 km/h       | 200 km/h            | 200 km/h       | 200km/h (el) 140km/h (bimodala) |  |
| Specifik tomvikt                             |                |                 | 2 005 kg/m                                  | 1 844 kg/m   |                               | 791 kg/m             | 1 934 kg/m     | 1 440 kg/m       | 2 005 kg/m   |                | 2520 kg/m      |                                                                    |                | 2050 kg/m           |                |                                 |  |
| Specifik effekt (i förhållande till tomvikt) |                |                 | 12,8 kW/t                                   | 9,3 kW/t     | 11,8 kW/t                     | 22,3 kW/t            | 14,6 kW/t      | 14,9 kW/t        | 12,5 kW/t    |                | 11,7           |                                                                    |                | 20,1                |                |                                 |  |